# أنغوس شيلفورد
أنغوس شيلفورد (بالإنجليزية: Angus Shelford)‏ (مواليد 2 أكتوبر 1976) هو ملاكم نيوزيلندي، مثّل بلاده في الألعاب الأولمبية الصيفية 2000.

## روابط خارجية
أنغوس شيلفورد على موقع أوليمبيديا (الإنجليزية)